# Stirper Berg
Der Stirper Berg ist ein 156 m ü. NHN hoher Berg im Wiehengebirge südöstlich von Bohmte in Niedersachsen.

## Lage
Der bewaldete Stirper Berg ist Teil des lang gestreckten und fast durchgängig bewaldeten Wiehengebirges. Westlich (Egge in Ostercappeln ohne Name) und östlich (Westerberg) finden sich auf dem Hauptkamm nicht weit entfernte Berge, die etwa ähnlich hoch oder höher als der Stirper Berg sind.
Nach Norden fällt der Berg in die Norddeutsche Tiefebene ab. Hier liegt der namensgebende Ort Bohme-Stirpe. Über die unscheinbare Döhre zwischen Stirper Berg und benachbartem Westerberg im Grenzgebiet zwischen den Kommunen Bad Essen, Bohmte und Ostercappeln werden zwei Hochspannung-Freileitungen vom Umspannwerk Lüstringen kommend Richtung Umspannwerk Wehrendorf jenseits des Mittellandkanals geführt. Der Stirper Berg ist der mittlere Teil eines spornartigen Bergrückens, der sich vom Westerberg im Osten über den Stirper Berg und den Schmalerberg bis zum Durchbruch des Lecker Mühlbachs im Westen erstreckt. Der durchgängig bewaldete Bergrücken des Wiehengebirges wird in diesem aus langgestreckten Eggen bestehenden Abschnitt nach Westen hin auf einer Strecke von etwa 4 km (Westerberg – Lecker Mühlbach) kontinuierlich schmaler und niedriger. Beim Schmalerberg (96 m ü. NHN) beträgt die Breite des bewaldeten Bergrückens nur noch rund 250 m – beim Stirper Brink immerhin noch rund 700 m. Das Wiehengebirge wirkt hier zwischen Mittellandkanal, Lecker Mühlbach, B 65, B 51 und der Bahnstrecke Osnabrück-Bremen „eingezwängt“. Die genannten Berge sind dabei kaum als markante, eigenständige Gipfel auszumachen, da ihre Dominanz sehr gering ist; auf den ersten Blick erscheinen sie als bloßer Sporn des Westerbergs. Auch aus Richtung Süden erscheint der Stirper Berg nicht als besonders markanter Gipfel. Dort liegen um Jöstinghausen im Osnabrücker Hügelland einige Hügel, die ähnlich hoch wie der Stirper Berg sind. Dennoch grenzt ein rechter Zufluss des Lecker Mühlbachs den Stirper Berg im Süden zum Osnabrücker Hügelland hin deutlich ab. Dadurch wird das Gebiet vollständig Richtung Hunte entwässert.

## Tourismus
Über den Gipfel verlaufen der Wittekindsweg, der E11 und der DiVa Walk.